# Wallfahrtskirche von Brugarola

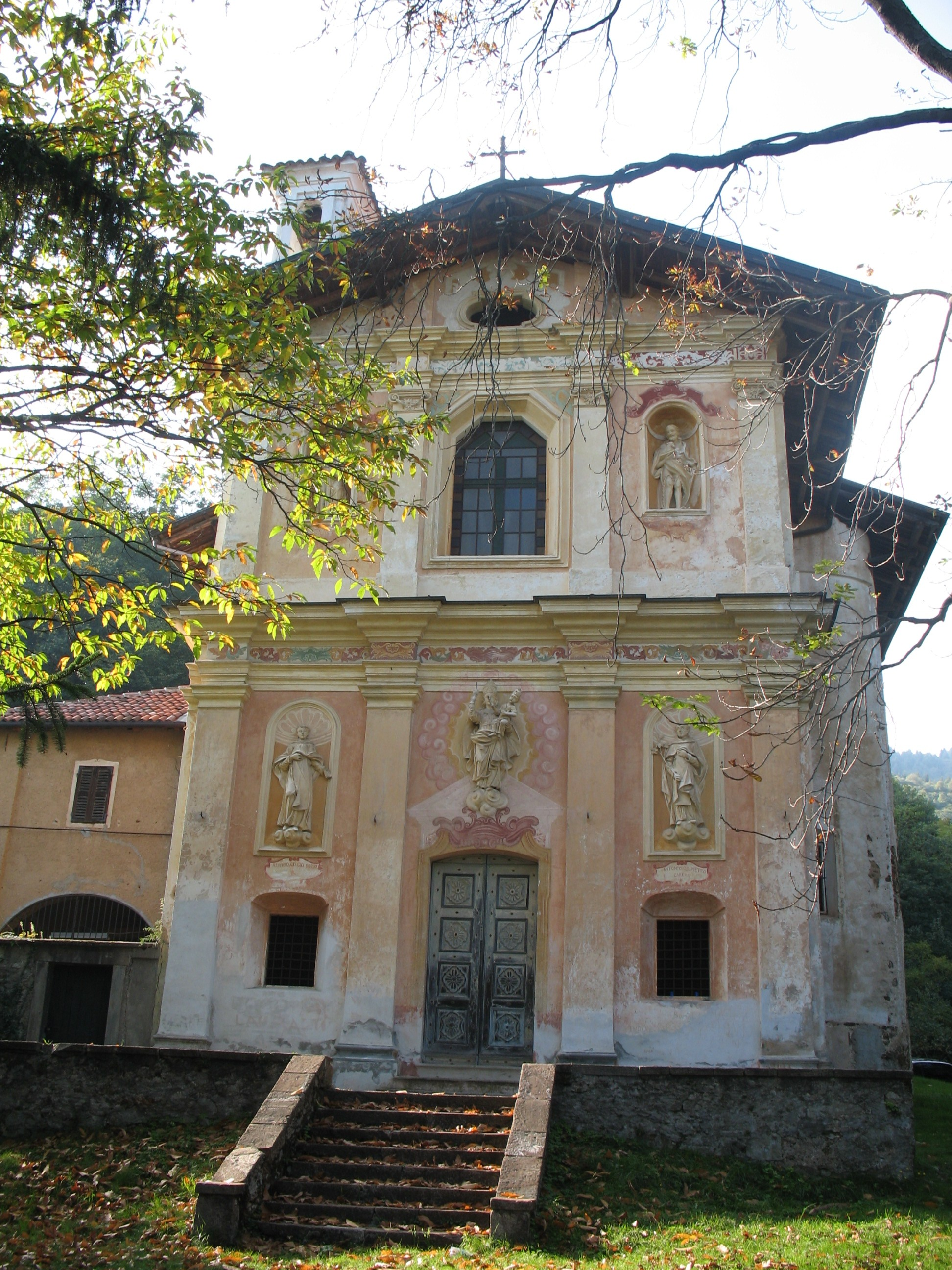
Kirche

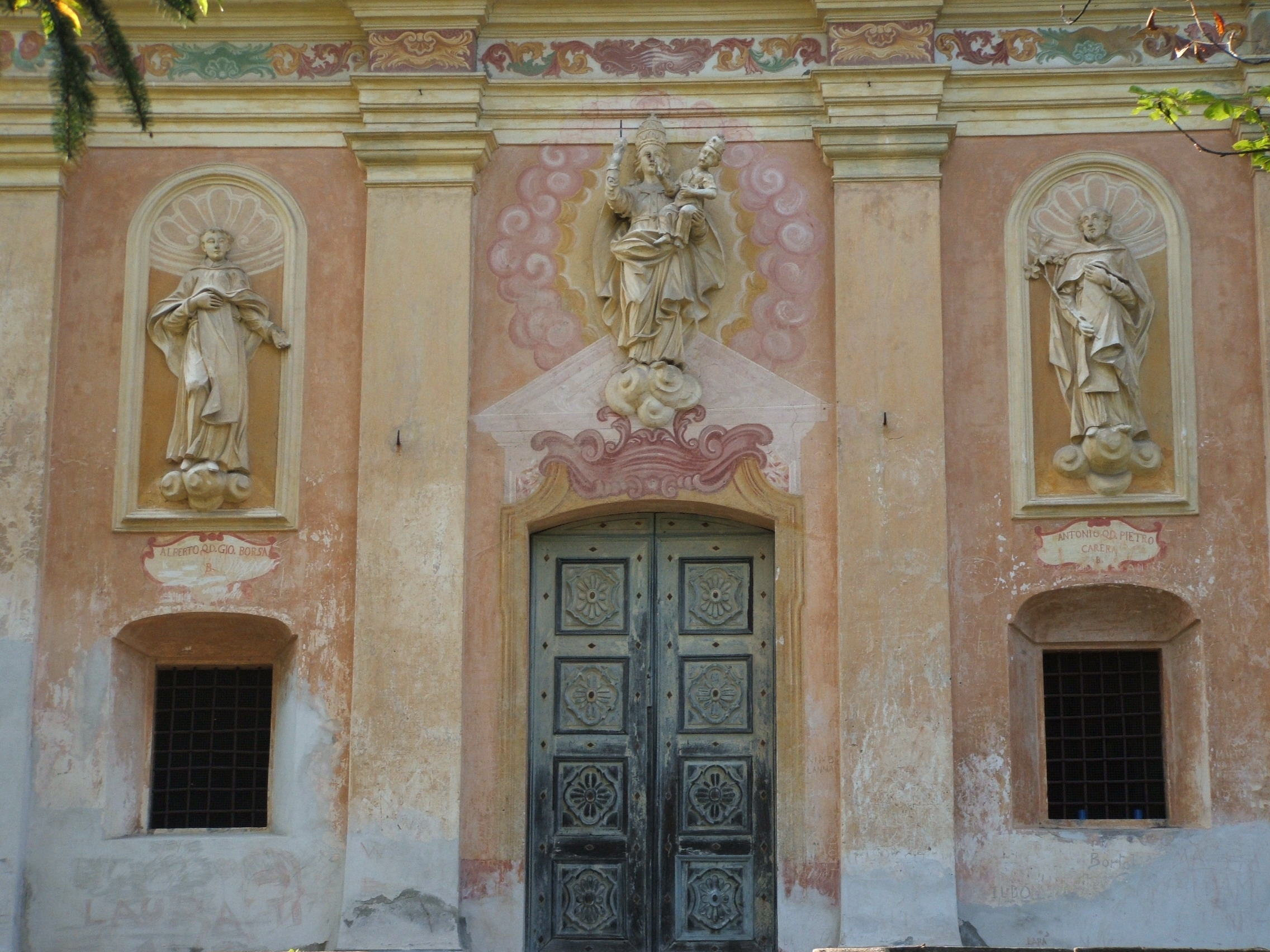
Fassade

Die Wallfahrtskirche von Brugarola (italienisch Santuario della Brugarola) ist ein marianischer Kultstätte, die der Madonna von Oropa geweiht ist.
Sie liegt in einem Kastanienwald in 699 m Höhe im Gebiet der Gemeinde Ailoche, in der Provinz Biella, an der Fahrstraße, die zur Alm von Noveis führt. Zu ihr gehört außer der Kirche auch ein ziviles Gebäude, das einst als Wohnung für die Einsiedler diente.
Zusammen mit der Wallfahrtskirche von Banchette bei Bioglio und der Wallfahrtskirche Nostra Signora della Brughiera in Trivero gehört sie zur Gruppe der kleineren Wallfahrtsstätten der Gegend von Biella, die sich entlang der Wander- und Pilgerwege von CoEUR und am Weg von San Carlo befinden.
Sie wurde 1722 zu Ehren der Madonna von Oropa mit dem Namen Beata Vergine Incoronata gebaut (ein Votivpfeiler mit dem Bild der Schwarzen Madonna erinnert an ihren Kult in dieser Gegend seit dem Altertum).
Der Zugang zur Wallfahrtskirche – deren Fassade reich mit Stuckarbeiten und Statuen geschmückt ist – erfolgt über eine Steintreppe. Der Hauptaltar ist der Madonna geweiht, die zwischen den hll. Eusebius und Bernhard dargestellt ist; die seitlichen Altäre sind dem Apostel Petrus und dem hl. Franziskus geweiht.
Der die Wallfahrtsstätte umgebende Park umfasst einen kleinen Platz, auf dem im August Volksfeste abgehalten werden.